# Municipio Arismendi (Nueva Esparta)
Arismendi es uno de los 11 municipios que conforman el Estado Nueva Esparta y recibió este nombre en honor al prócer Juan Bautista Arismendi. Se encuentra ubicado al este de la Isla de Margarita. Tiene una superficie de 20,7 km² y Según el censo del año 2023 cuenta con 33 309 habitantes. Su capital es La Asunción, la cual además de ser la capital del municipio lo es también del estado Nueva Esparta.

## Geografía

### Playas
La playa más famosa y concurrida de este municipio es Playa Guacuco.

### Límites
- Al norte: con el municipio Antolín del Campo, perteneciente al estado Nueva Esparta.
- Al sur: con los municipios García y Maneiro; ambos pertenecientes al estado Nueva Esparta.
- Al este: con  el Mar Caribe.
- Al oeste: con los municipios Gómez y Díaz; ambos pertenecientes al estado Nueva Esparta.

## Economía
Este municipio presenta una producción agrícola, como tubérculos, raíces, cilantro, ajo chino y ocumo chino.

### Turismo
Se ha propuesto potenciar el turismo en el sector La Sierra, este se localiza dentro del Parque Nacional Cerro El Copey.

## Infraestructura

### Salud
Cuenta con el Hospital Tipo 1 Doctor David Espinoza en Salamanca.

## Cultura
El municipio celebra las fiestas de carnaval, con desfiles y comparsas.
El municipio también ha sido sede de diferentes ferias y festivales, como; la Feria Gastronómica del Guacuco, la Feria por la Cruz de El Copey, entre otras.

## Política y gobierno

### Alcaldes
En el municipio ha habido siete personas que han tenido el cargo de alcalde y diez han sido los períodos consecutivos que ha habido en la alcaldía.
| Período     | Alcalde                | Partido político / Alianza | % de votos | Notas |
| ----------- | ---------------------- | -------------------------- | ---------- | --- |
| 1989 - 1992 | Luis Ortega            |                            | 47,13      | Primer alcalde bajo elecciones directas |
| 1992 - 1994 | Frank Castillo Millán  |                            | 37,49      | Segundo alcalde bajo elecciones directas (No culminó su periodo, fue revocado de su mandato en 1994)                                                  |
| 1994 - 1995 | Cruz Suniaga           |                            | -          | ( Alcalde encargado tras la destitución del alcalde Frank Castillo Millán por un RR )                                                                 |
| 1995 - 2000 | Manuel Antonio Narvaéz |                            | -          | Tercer alcalde bajo elecciones directas (se realizaron elecciones generales adelantadas en el 2000 debido a la aprobación de la Constitución de 1999) |
| 2000 - 2004 | Manuel Antonio Narváez | BREA                       | 35,87      | Reelecto |
| 2004 - 2008 | Leopoldo Espinoza      |                            | 40,22      | Cuarto alcalde bajo elecciones directas |
| 2008 - 2010 | Francisco Torcat       |                            | 54,47      | Quinto alcalde bajo elecciones directas (Fallece en el año 2010)                                                                                      |
| 2010 - 2013 | Richard Fermín         |                            | 55,47      | Sexto alcalde bajo elecciones directas (se postergan un año las elecciones municipales pautadas para finales del 2012)                                |
| 2013 - 2017 | Richard Fermín         |                            | 48,20      | Reelecto |
| 2017 - 2021 | Ali Romero Farías      |                            | 51,67      | Séptimo alcalde bajo elecciones directas |
| 2021 - 2025 | Ali Romero Farías      |                            | 43,02      | Reelecto |

### Concejo municipal
Período 1989 - 1992
| Concejales:               | Partido político / Alianza |
| ------------------------- | -------------------------- |
| Cruz Suniaga              | AD                         |
| Aura González de Castillo | AD                         |
| Hipolito Requena          | AD                         |
| Cirilo Rivas Rivera       | COPEI                      |
| Osmar José Salazar        | COPEI                      |
| Rafael Emilio Martínez    | LCR                        |
| Manuel Antonio Naváez     | BREA                       |

Período 1992 - 1995
| Concejales:      | Partido político / Alianza |
| ---------------- | -------------------------- |
| Carlos Adrián    | AD                         |
| Hipolito Requena | AD                         |
| Emery Subero     | COPEI                      |
| Emilia Martínez  | COPEI                      |
| Luis García      | LCR                        |
| Cruz Silva       | LCR                        |
| Cruz Suniaga     | URD                        |

Período 1995 - 2000
| Concejales:        | Partido político / Alianza |
| ------------------ | -------------------------- |
| Asdrubal Caraballo | AD                         |
| Juan Carrasco      | AD                         |
| Omar Espinoza      | BREA                       |
| Dedys Díaz         | BREA                       |
| Luis García        | LCR                        |
| Juan De La Cruz    | COPEI                      |
| Emilia Martínez    | GE                         |

Período 2000 - 2005
| Concejales           | Partido político / Alianza |
| -------------------- | -------------------------- |
| Dedys Diaz           | BREA                       |
| Basilio Hernandez    | BREA                       |
| Jose Antonio Narváez | BREA                       |
| Jose Guerra          | MVR                        |
| Argenis Lunar        | MVR                        |
| Juan Marín           | COPEI                      |
| Juan Rodriguez       | AD                         |

Período 2005 - 2013
| Concejales                | Partido político / Alianza |
| ------------------------- | -------------------------- |
| Anibal Lunar              | MVR                        |
| Luis Díaz                 | MVR                        |
| Argenis Marcano           | MVR                        |
| Marbelia Hidalgo          | MVR                        |
| Richard Fermín            | AD                         |
| Juan Carrasco             | AD                         |
| Gloria Yannucci de Torcat | PJ                         |

Período 2013 - 2018:
| Concejales:               | Partido político / Alianza |
| ------------------------- | -------------------------- |
| Carlos Galea              | MUD                        |
| Pedro Marcano             | MUD                        |
| José Villarroel           | MUD                        |
| Nelson Acevedo            | MUD                        |
| Jorge Villar              | MUD                        |
| Gloria Yannucci de Torcat | MUD                        |
| Amarilis Espinoza         | PSUV                       |

Período 2018 - 2021
| Concejales         | Partido político / Alianza |
| ------------------ | -------------------------- |
| Vanessa Campo      | PSUV                       |
| Norberto Ferrer    | PSUV                       |
| Delianis Vásquez   | PSUV                       |
| Juan Rodríguez     | PSUV                       |
| Ramon Yllarramendy | PSUV                       |
| Amarilys Rodríguez | PSUV                       |
| Alfredo Guerra     | PSUV                       |

Período 2021 - 2025
| Concejales       | Partido político / Alianza |
| ---------------- | -------------------------- |
| Norberto Ferrer  | PSUV                       |
| Milagro Guerra   | PSUV                       |
| Elsyd Pino       | PSUV                       |
| Paul Hidalgo     | PSUV                       |
| Delianis Vásquez | PSUV                       |
| Nelson Acevedo   | COPEI                      |
| Pedro Marcano    | MUD                        |